# SamAuto

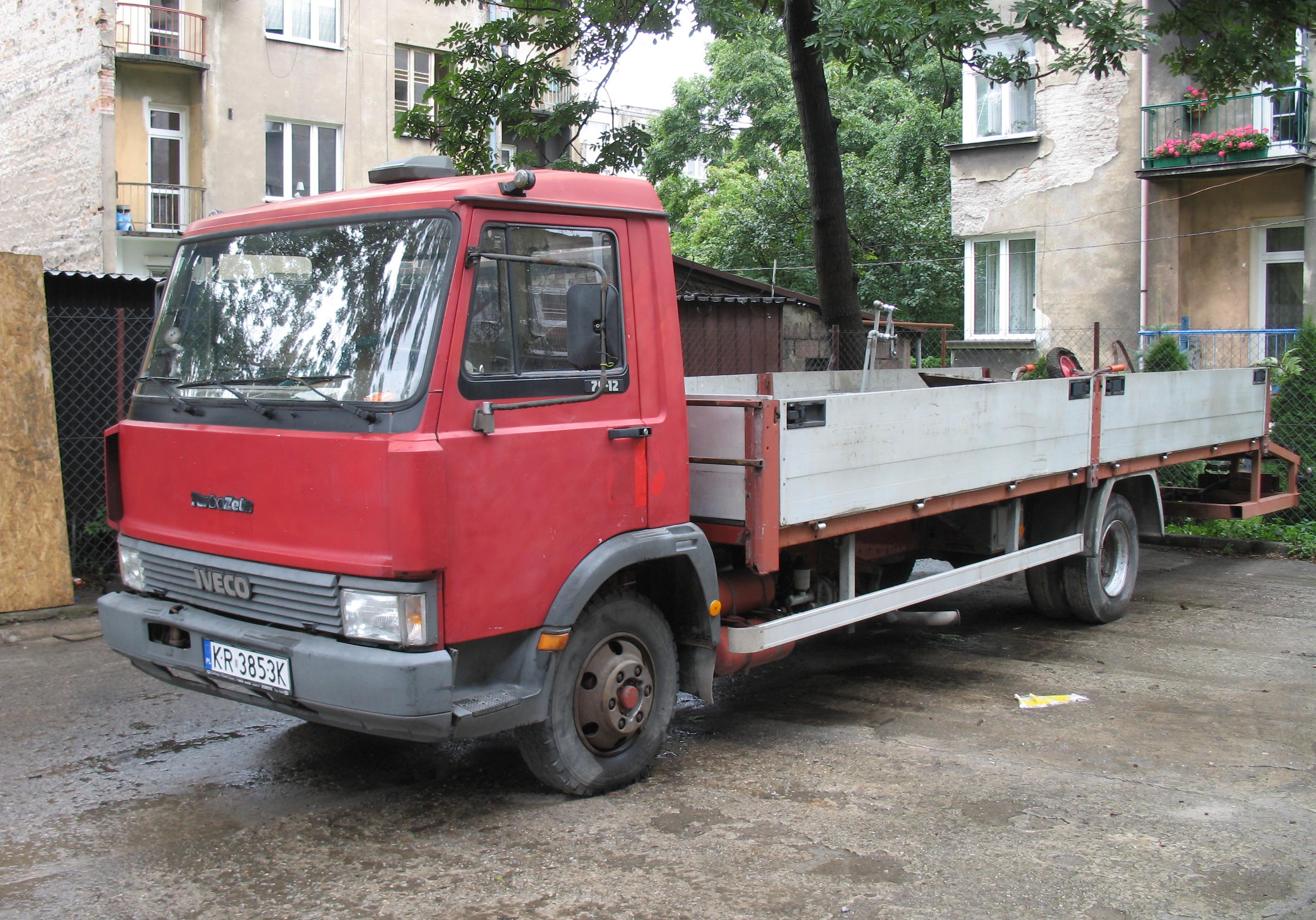
Ein Iveco TurboZeta, baugleich mit dem UZotoyol 65.9.

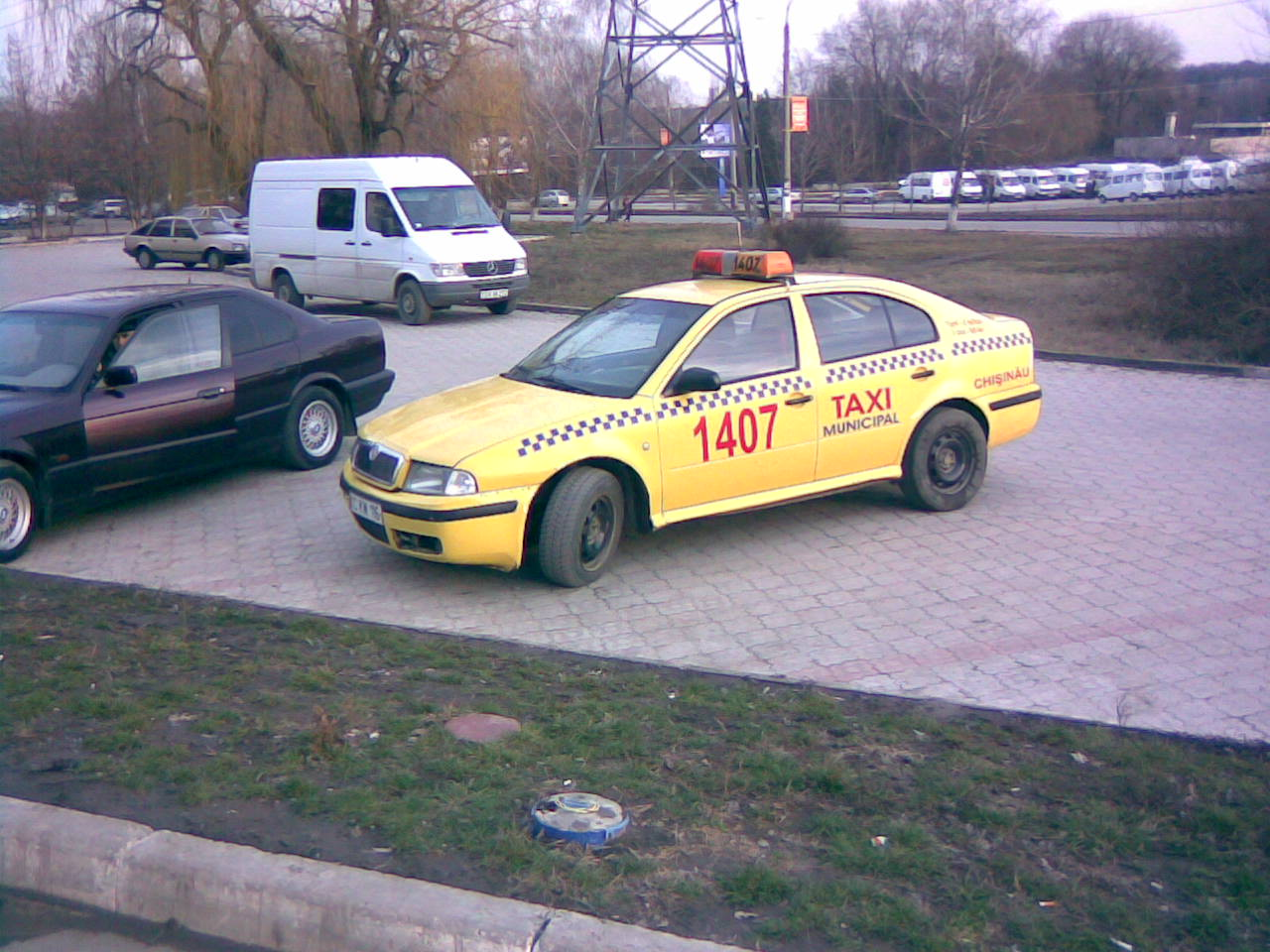
Ein von der SamKochAvto montierter Škoda Octavia Tour in der Taxiausführung unterwegs in Chișinău, Moldaurepublik.

Ehemaliges Logo der SamKochAvto bis Januar 2007

SamKochAvto bzw. SamKoçAuto (russisch: СамКочАвто) ist ein im Mai 1996 vereinbartes Joint-Venture zwischen der usbekischen OJSC UzAvtosanoat und der türkischen Koç Holding A.Ş. Darunter wurden Busse, Lkw sowie Geländewagen hergestellt. Der Unternehmenssitz befindet sich in Samarkand.
Das Werk hatte zu Beginn jährlich etwa 60 bis 100 Lkw der Marken UZotoyol und Ford für den usbekischen Heimatmarkt montiert. Angeliefert wurden die Einheiten als sogenannte CKD-Bausätze.
Am 19. März 1999 wurde die Produktion aufgenommen. Erhältlich waren die beiden Busmodelle UzOtoyol М 23.9 und UzOtoyol М 24.9 sowie die Lkw UzOtoyol 35.9, UzOtoyol 65.9 und UzOtoyol 80.12. Im Folgejahr kam dann der Reisebus UzOtoyol М 29.12 hinzu. 2001 fing dann die eigene Produktion an und nur noch wenige Teile mussten von Fremdunternehmen bezogen werden. Der Bus UzOtoyol М 23.12 und der Lkw UzOtoyol 120.14 waren so die ersten echten Nutzfahrzeuge usbekischer Herstellung. 2003 kam dann für mehrere Jahre das letzte neue Busmodell auf den Markt, der UzOtoyol М 50.12.
Ende 2003 begann auch die Montage des Land Rover Freelander. Um dies zu ermöglichen, musste UzAvtosanoat das Werk umrüsten, was eine Summe von 7,67 Millionen US-Dollar verschlang. Um die Kosten niedrig zu halten, wurde auch ein Teil der Produktionsstraße von der Koç Holding übernommen. Im Oktober 2005 kam auch der Škoda Octavia Tour hinzu. Nachdem die japanische Isuzu Motors im Jahre 2007 acht Prozent der Aktien innegehabt hatte, sah man das Abkommen gefährdet. Auch der geplante Verkauf der Marke Land Rover, welche damals der Ford Motor Company gehörte, sorgte für Spannungen, so dass sich beide Seiten immer mehr von ihren vertraglichen Vereinbarungen zurückzogen. Isuzu dagegen nutzte die Situation aus und kaufte, sofern sich die Möglichkeit bot, weitere Aktien auf. Unterdessen griff nun auch die National Bank of Uzbekistan in das Geschehen ein und leitete ein gerichtliches Schließungsverfahren für das Unternehmen ein. Isuzu kaufte währenddessen weiter die Aktien auf, bis im Februar 1999 fünfzig Prozent aufgekauft waren. Dadurch konnte die Schließung verhindert werden.
Obwohl sich die Verhältnisse geändert haben, konnte man mit den neuen Beteiligten keine Übereinkunft erreichen. So wurde das Werk schließlich im November an das neue Joint-Venture der MAN AUTO-Uzbekistan übergeben und nahm lediglich die Funktion als Generalimporteur für Isuzu ein. Da sich die Koç Holding nicht mehr für das Unternehmen interessierte, wurde deren Namen einfach aus dem Firmennamen gestrichen. Seither firmiert der Hersteller lediglich als SamAuto Ltd., Co., was für Samarkand Automobile Factory (Самаркандский Автомобильный Завод) stehen soll.
Aktuelle Modelle seit 2007 sind der Bus SamAuto N-Serie (NP21, NP26 und NP37) und die Isuzu N-Serie (NPR 66 LL, NPR 66 PL und NQR 71 PL). 2008 folgten dann die Isuzu F-Serie (FTR 33H, FVR 23M, FVR 33G und FVR 23P) und Isuzu C/E-Serie (CYZ 51 KLD, EXR 51 EL und EXZ 51 KL). Das neuste Modell des Herstellers ist der 2009 präsentierte Bus SamAuto LE 60. Dieser existiert bislang allerdings nur als Einzelstück und soll demnächst in Serienproduktion gehen. 2009 hat SamKochAvto 1317 Busse und 722 Lastkraftwagen hergestellt.